# National Electrical Manufacturers Association
La National Electrical Manufacturers Association o in sigla NEMA, è una associazione statunitense di produttori di materiale elettrico con lo scopo di definire standard comuni.

## Storia
Nata il 1º settembre 1926 in seguito alla fusione della Associated manufacturers of electrical supplies con l'Electric power club, conta oggi oltre 400 membri ed ha il suo quartiere generale a Rosslyn, in Virginia. La divisione Medical Imaging and Technology Alliance (MITA) rappresenta i produttori di dispositivi medicali, come RNM, TAC etc. L'insieme delle attività dei soci rappresenta oltre 360.000 lavoratori in 7.000 aziende negli USA.
NEMA pubblica oltre 700 standard nel settore, linee guida e white paper, e technical papers. Tra gli standard definiti dal NEMA si hanno le spine e prese elettriche adottate in diversi paesi.
NEMA fa parte di IEC.